# Рубинчик, Алла Марковна
Алла Марковна Рубинчик (25 декабря 1922, Киев — 28 января 2010, Линн, Массачусетс) — советская шахматистка, психиатр и учёный-медик, чемпионка Украинской ССР по шахматам среди женщин (1950). Мастер спорта СССР по шахматам (1959).

## Биография
Воспитанница тренеров Е. И. Поляка и А. Д. Замиховского. Перед Великой Отечественной войной успешно участвовала в соревнованиях школьников. В 1936 году победила в одной из групп чемпионата СССР среди девушек.
После войны вошла в число ведущих шахматисток Киева и Украинской ССР. Два раза побеждала на чемпионатах города Киева по шахматам среди женщин (1947, 1950) и дважды занимала второе место в этом турнире (1948, 1949). Многократный призёр чемпионатов Украины по шахматам среди женщин, в которых завоевала первое место (1950), а также делила 3—4-е (1946) и 2—3-е (1947, 1960) места. Два раза побеждала на чемпионатах ДСО «Медик» по шахматам среди женщин (1948, 1949). Участвовала в финале чемпионата СССР по шахматам среди женщин в 1959 году. В 1954 году представляла команду «Динамо» в розыгрыше командного Кубка СССР по шахматам и заняла третье место в командном зачете.
Окончила Киевский мединститут (ныне Национальный медицинский университет имени А. А. Богомольца). Работала в психиатрической больнице имени Павлова в Киеве. В 1961 году журнал «Невропатология и психиатрия» опубликовал её статью о лечении шизофрении с помощью шахмат. В 1992 году эмигрировала в США.